# Elena Just
Elena Just Castrillo (Valencia, 1873 - siglo XX), también conocida como Palmira Luz fue una política y librepensadora española.

## Biografía
Nació durante la Primera República en una familia de ideología republicana y librepensadora. A finales del siglo XIX, fundó un grupo dentro de la masonería femenina Las Hijas de la Unión núm. 5, que se dedicaba a obras benéficas en las cárceles y hospitales, puso en pie una asociación de enfermeras y, asimismo, fue una colaboradora habitual de la publicación librepensadora Las dominicales del Libre Pensamiento de Madrid y de la publicación La Antorcha Valentina de Valencia que mantenía, además, un cierto compromiso con la emancipación de las mujeres.
En 1902 fue una de las figuras más relevantes en la huelga de hilanderas que vivió la ciudad de Valencia. En octubre de este año, las operarias de la fábrica de sedería de los señores Alpera demandaron a los dueños de la fábrica media hora para desayunar. Tras la negativa de los patrones, más de 150 operarias salieron a la calle dirigiéndose a otros talleres y fábricas, hasta lograr que más de 400 mujeres se unieran a la manifestación. Una vez iniciada la huelga, una comisión de hilanderas, Elena Just y Carmen Soler, secretaria y presidenta de la Sociedad Bien de Obreras, que ellas mismas habían fundado en 1900, mantuvieron y extendieron la huelga hasta que las obreras lograron muchas de sus reivindicaciones.
Después de estos hechos, Elena Just se convirtió en una figura conocida y respetada en los círculos obreros y entre los sectores afines al republicanismo blasquista. En 1904 firmaba con su nombre un artículo en el que animaba a las mujeres y "las madres" para que organizaran una manifestación específicamente femenina. La manifestación fue un gran éxito dada su creciente capacidad de convocatoria entre las republicanas valencianas. A partir de entonces, sus apariciones públicas estuvieron también relacionadas con su presencia como oradora en varios mítines junto a importantes políticos republicanos; mítines en los que Elena Just fomentaba el anticlericalismo femenino y, al mismo tiempo, reclamaba que se concediera a las mujeres el lugar que les correspondía en la sociedad.
Ya en su vejez, era una persona de referencia en la ciudad y a su casa acudían hombres y mujeres en busca de ayuda material, pero también en busca de consejo político.
En agosto de 1931 se creaban dentro del Partido de Unión Republicana Autonomista, las Agrupaciones Femeninas Republicanas, en las que militó una notable cantidad de mujeres.
Elena Just, de avanzada edad, fue nombrada presidenta de honor de la Federación de estas agrupaciones por el carácter simbólico y emblemático de su persona y se le tributó un homenaje público por su labor a favor de la República y en pro de la emancipación femenina.